# Sequera de Fresno
Pour les articles homonymes, voir Sequera et Fresno.
Sequera de Fresno est une commune de la province de Ségovie dans la communauté autonome de Castille-et-León en Espagne.